# Txomin Enea
Txomin-Enea (coloquialement connu comme Txomin) est un quartier de Saint-Sébastien (Espagne), situé entre les quartiers de Loiola et de Martutene, dans la vallée de la rivière (rio) Urumea, entre les montagnes Zorroaga et Uba ou Ametzagaina. Le quartier comptait 700 habitants en 2005, bien que durant les dernières années la population a augmenté. Parfois, on considère Txomin-Enea comme une partie proche du quartier de Loiola, toutefois le premier possède une personnalité propre manifeste parmi ses habitants, les txomindarrak (gentilé de Txomin). De fait, sa structure urbaine se trouve totalement différente et possède ses festivités patronales propres.

## Communications
Le quartier est traversé par la route GI-131 (Allée/Paseo d'Aintzieta), qui relie Andoain à Donostia via Hernani. Au sud-est il est limité par le centre pénitentiaire de Martutene, et au nord-ouest par le quartier de Loiola. Il se situe entre les anciennes carrières Kapuene, où se trouve aujourd'hui la station d'épuration, et la rivière Urumea. Il dispose d'une gare utilisée pour le service régional assuré par EuskoTren. Bien que cette compagnie l'appelle Gare de Loiola, les txomindarrak ont rejeté cette dénomination, réclamant celle de Gare de Txomin, et à plus de une occasion sont apparues ses affiches avec la graphie qu'elles revendiquaient. Quand on a construit la gare, Txomin était formé par quelques fermes et la gare a été construite pour rendre service aux proches des garnisons de Loiola (inaugurés en 1926), d'où son nom. Depuis lors, Txomin s'est développé et est devenu un quartier avec une structure totalement différente de celle de Loiola. Outre le chemin de fer, le quartier dispose deux lignes d'autobus urbains et interurbain.

## Histoire
Le quartier doit son nom à la maison homonyme centenaire autour de laquelle il s'est développé. La ferme Txomin Enea ("de Txomin" ou "appartenant à Txomin" en euskara, se référant à Txomin comme nom propre, Dominique - (le prénom) - en basque) héberge actuellement un bar, une rôtisserie et une cidrerie basque. Il y a eu une époque où le tramway qui unissait Saint-Sébastien avec Hernani (entre 1903 et 1958) traversait le quartier et les bals dans ce lieu étaient très connues dans toute la comarque. De fait il existe une œuvre théâtrale intitulée "Los bailes de Txomin Enea" (les bals de Txomin Enea), où l'on rapporte comment se rassemblaient là les filles de service de Saint-Sébastien et les soldats. Outre la ferme déjà citée, dans la zone ont existé diverses fermes et beaucoup d'entre elles sont encore conservées de nos jours : caserío Goiko-Enea, caserío Antzieta, Casa Aruabarrena-Enea, Casa Luisito-Enea, Casa Shanti. Il convient de mentionner le caserío Espartxo, puisqu'il est rattaché au quartier bien qu'appartenant pendant de nombreuses années à la commune d'Altza, jusqu'à son annexion à Saint-Sébastien. Les terrains d'Altza arrivaient jusqu'à la rive droite de la rivière et près de cette ferme on traversait la rivière avant la construction du pont du même nom.
Une maison caractéristique est celle située dans le parc. Il y a déjà plus de dix ans un groupe de jeunes est entré vivre dans cette maison dont l'état était assez délabré. On raconte qu'on obligerait son propriétaire de détruire ce bâtiment si elle restait inhabitée, raison pour laquelle il a cédé à ces personnes. Depuis lors beaucoup de gens sont passés par ici et les habitants de Txomin ne sont pas méfiants de cette cohabitation puisqu'ils effectuent un marché tous les samedis matin vendant une grande variété de livres et disques, ainsi que beaucoup d'autres objets curieux.
Le quartier dispose aussi d'un couvent : Kristobaldegi. Il a été édifié au XIXe siècle par des sœurs conceptionistes franciscaines. Il a été pendant de nombreuses années le collège auquel assistaient la majorité des habitants de Txomin Enea. Actuellement vivent dans le couvent une douzaine de religieuses. Il se trouve dans le rivage de l'Urumea, de l'autre côté de la montagne Uba, et entouré de potagers.
Sur les flancs de la montagne Uba se trouve l'ermitage de la Vierge d'Uba, situé dans une des branches secondaires du chemin de Saint-Jacques (Camino Santiago). L'image de la Vierge apparaît avec un enfant entre ses bras et elle est représentée par une sculpture de bois foncé du XVe siècle d'origine inconnue. Certains des fidèles disent qu'elle est apparue dans un affluent de l'Urumea proche au chemin de l'Uba où on trouve l'ermitage. La statue est gardée pendant toute l'année dans des dépendances du service du Patrimoine de la Députation et est seulement transférée au quartier à cette date. Elle est aussi appelée Virgen del Dulce Sueño (Vierge du doux rêve), car on l'invoque contre l'insomnie, les mauvais rêves, les maladies nerveuses et des yeux et les douleurs de tête. Le lundi de Pâques avait lieu traditionnellement un pèlerinage populaire avec pique-nique à base de casse-croûte et de cidre qu'organisaient les habitants. La festivité partait depuis différents points Altza, Loiola et de Txomin Enea pour arriver à l'ermitage. Avait lieu ensuite le rosaire en euskara et commençait ensuite seulement la messe devant la Vierge. De nos jours on a perdu la coutume du pèlerinage mais les fidèles continuent à assister à la cérémonie.
Près de l'ermitage, Alphonse XIII a inauguré en 1912 le Sanatorium Notre-Dame des Grâces, dédié au traitement de la tuberculose. L'architecte Juan Jose Gurruchaga a reçu de nombreux éloges pour son bâtiment de style moderniste. Pendant la Guerre Civile il a été Hôpital Militaire. De 1953 à 1978 il a accueilli des enfants dans le besoin. Il a admis exclusivement des femmes puis a été abandonné après le transfert de l'hôpital à Amara. Depuis lors, on a pensé a diverses utilisations, depuis la démolition jusqu'à le transformer en nouvelle École d'Architecture de l'UPV. Le 23 juin 1983 on a cédé finalement à l'ONG chiffonniers d'Emmaüs où ce mouvement a développé ses activités sociales pendant 25 ans. Il a été démoli et on construit une auberge moderne, qui pourrait être en fonctionnement fin 2009.
Très près là, sur le sommet de la montagne Uba, se trouve le Fort d'Ametzagaña. Il a été construit lors de la Première Guerre Carliste et a été reconstruit pour la Troisième Guerre Carliste, entre 1873 et 1877. Jusqu'à il y a peu, il se trouvait en ruines, bien qu'il ait commencé à être nettoyé et récupéré pour son intégration dans le parc urbain d'Ametzagaina.
Le long de la route vers Hernani, jusque dans les années 1960, ont existé une série de fermes consacrées à l'agriculture et les maisons du groupe Arantzazu. À partir d'alors on a construit quelques blocs de logements, comme le groupe Arevalo (nom de famille de son promoteur), et ont suivi Anzieta bat, Anzieta bi et Araxi-Enea.
De même, il a existé une importante activité industrielle : une teinturerie, une usine de mise en bouteilles, ou la célèbre boisson "la Casera", précédemment "la Pitusa". A aussi existé une usine d'aliments composés, Belfia, qui a postérieurement été pendant 15 années un magasin de distribution et d'assemblage de matériaux électriques, Easo. De nos jours ces mêmes installations reçoivent actuellement un centre de création artistique connu au-delà de nos frontières : Arteleku. Le centre, dépendant de la Députation forale du Guipuscoa, produit et promeut des propositions interdisciplinaires théoriques et pratiques et est ouvert à des artistes nationaux et internationaux et à toute personne intéressée à étendre ses connaissances en art et création contemporaine.

## Plan Spécial de Reforme Intérieure (P.E.R.I.) pour Txomin Enea
Plan Especial de Reforma Interior (P.E.R.I.) para Txomin Enea.
Après de nombreuses années de retards, commencera rapidement la construction "du Nouveau Txomin". Le plan urbain pour la zone prétend construire 1200 logements et de nombreux équipements. Dans une première phase on construira 850 appartements, d'où la nécessité de démolir plusieurs villas et maisons familiales, qui seront relogées dans 100 logements supplémentaires. Dans une seconde phase, dans laquelle on prévoit le transfert de la prison de Martutene, le quartier étendra ses limites avec 250 autres appartements. Les avis parmi les habitants sont divers. Ceux touchés par les démolitions doivent laisser leurs maisons, et seront compensés avec des logements dans des zones proches. Le projet prévoit aussi l'adéquation de la berge de la rivière (une des parcelles vierges du quartier) comme parc fluvial, qui servira de plaine d'inondation devant les crues périodiques. Dans cette zone, légèrement plus basse que le reste du quartier, il n'y aura pas de constructions. Pour cette raison, au début on a proposé la démolition du couvent de Kristobaldegi, mais face à l'intérêt du voisinage qu'elle suive à pied, on effectuera seulement quelques travaux pour gêner le moins possible le cours de la rivière.
Un autre projet contesté par les habitants est la démolition de la ferme Txomin Enea (Txomin caserío Enea), puisqu'un changement dans l'aménagement routier de la zone permettait sa conservation. Devant ce plan, les habitants approuvent la nécessité de nouveaux équipements (nouveau dispensaire, salle omnisports, installations culturelles, écoles) que la mairie de la ville a refusés pendant tant d'années. Mais si quelque chose met d'accord les habitants c'est qu'après ce plan rien ne sera plus comme avant et la perte de l'identité propre des txomindarrak.

## Fêtes patronales
Elles ont lieu en l'honneur de Notre Dame d'Arantzazu (9 septembre). Originairement, les festivités de Txomin Enea avaient lieu en juillet et étaient différentes de celles plus populaires de cette zone. Elles sont passées plus tard à septembre, et avec les années on a perdu la coutume, au point qu'elles n'ont plus eu lieu depuis 1994. Toutefois, l'Association des jeunes Gaztenea les a reprises en 2006 et devant le succès, elles ont lieu depuis lors le premier week-end de septembre. Avec une durée de trois jours, elle compte des activités diverses, comme les concerts, promenades de bonne heure, vachettes, gonflables, jeux de crème, repas populaire, exhibitions de danses, championnats de cartes à jouer, concours gastronomiques, jeux pour enfants et feux d'artifice.

## Associations
- Gaztenea, Association de jeunes de Txomin Enea
- Association d'habitants Lan-Berri
- Société Hippique Royale sportive militaire (Real Sociedad Hípica Deportivo Militar) de Saint-Sébastien

## Rues
- Allée de Aintzieta
- Groupe Txomin Enea
- Chemin de Kristobaldegi
- Chemin de Uba